# منظمة الدفاع عن الديمقراطيات
ينبغي ألا يتم الخلط بين هذا المصطلح ومؤسسة الدفاع عن الديمقراطيات
منظمة الدفاع عن الديمقراطيات (Defense of Democracies) عبارة عن منظمة غير هادفة للربح تم إنشاؤها في فبراير عام 2008 من أجل تشكيل جماعة ضغط ضد مجلس النواب الأمريكي لاقرار قانون مراقبة الاستخبارات الأجنبية المحدث الذي تم تمريره عبر مجلس الشيوخ الأمريكي. وقد أنفقت المنظمة ما يزيد على 3 ملايين دولار أمريكي على حملات الدعاية عبر التلفزيون للأعضاء المستهدفين من الكونغرس في 16 مقاطعة أمريكية تابعة للكونغرس، وقامت بعمل إعلانات على قنوات التلفزيون التي تتطلب دفع اشتراك في مختلف أرجاء الدولة.

## الخلفية
يمكن أن يؤدي مشروع القانون إلى توسيع نطاق قانون حماية أمريكا لعام 2007 وتسهيل الأمر على الحكومة للتصنت على محادثات الأمريكيين. كما يمكن أن يوفر كذلك الحصانة القانونية بأثر رجعي إلى شركات الاتصالات في الولايات المتحدة التي تعاونت مع برنامج التصنت على المحادثات السري للرئيس الأمريكي جورج ووكر بوش، والذي تم سنه قبل 9/11.

## المتبرعون
المجموعة الجديدة، التي تخضع لتنظيم القسم 501(ج)(4) من قانون الضرائب الأمريكي، غير مطلوب منها الكشف عن المتبرعين لها، ولا توجد لديها أي خطط للقيام بذلك.

## الأهداف
تشتمل أهداف الإعلانات على ممثلي الحزب الديمقراطي كريستين جيليبراند ومايكل أركوري في نيويورك وتيم ماهوني في فلوريدا وجو كورتني وكريس ميرفي في كونيكتيكت ونانسي بويدا في كانساس وتيم والز في مينيسوتا.

## النتائج
أصدر مجلس النواب نسخة معدلة من مشروع القانون، وهي قانون تعديلات قانون مراقبة الاستخبارات الأجنبية لعام 2008، في يونيو من عام 2008.